# 蟹江俊介
蟹江 俊介（かにえ しゅんすけ、1991年1月4日 - ）は、日本の男性声優。愛知県出身。青二プロダクション所属。

## 略歴
専門学校東京アナウンス学院、アミューズメントメディア総合学院出身。

## 人物
趣味はインターネット、パズルゲーム、DIY。資格・免許は普通自動車免許を持っている。

## 出演

### テレビアニメ
2012年
- 氷菓（野球部員）

2014年
- 愛・天地無用!（GPSWAT副官）
- ディスク・ウォーズ:アベンジャーズ（警官、ヒドラ兵、強盗C）

2015年
- 影鰐-KAGEWANI-（2015年 - 2016年、村民、空港職員、運転手、村人、特殊部隊 他） - 2シリーズ
- 金田一少年の事件簿R（渡部）
- Go!プリンセスプリキュア（審判、男子生徒）
- 戦国無双（伝令兵）
- ちびまる子ちゃん（2015年 - 2023年、リンゴアメ屋、芸人、地元の人、スカウトマン、八百屋さん 他）
- 電波教師（男C、男子生徒A、男子生徒C）
- くつだる。（ヘコヘコ、妖怪）
- ONE PIECE エピソードオブサボ 〜3兄弟の絆 奇跡の再会と受け継がれる意志〜

2016年
- タイガーマスクW（2016年 - 2017年、場内アナウンス、エル・カラカス）
- DAYS（他校部員）
- ドリフェス!（進行スタッフ）
- 灰と幻想のグリムガル（義勇兵A）
- パズドラクロス（スタッフ）
- Bloodivores（囚人B、先生）
- マジきゅんっ!ルネッサンス（男子生徒）
- 名探偵コナン（大型バイクの男）
- ONE PIECE（2016年 - 2025年、部下、鏡、魚人、六鬼、ギロチン 他）
- ONE PIECE 〜ハートオブゴールド〜

2017年
- ゼロから始める魔法の書（農夫、国家騎士）
- 進撃の巨人（モブリットの部下）
- 弱虫ペダル シリーズ（2017年 - 2023年、大観寺晴壱） - 2シリーズ
- 活撃 刀剣乱舞
- 将国のアルタイル（教官）
- キラキラ☆プリキュアアラモード（男性）
- Wake Up, Girls! 新章（司会者）
- いぬやしき（刑事）

2018年
- サンリオ男子（部員）
- 甘い懲罰〜私は看守専用ペット（看守）
- レイトン ミステリー探偵社 〜カトリーのナゾトキファイル〜（2018年 - 2019年、ケイジ）
- ゲゲゲの鬼太郎（第6作）（2018年 - 2019年、有元、河童、たぬきアナウンサー、小谷、あまめはぎ、パウロ 他）
- カードファイト!! ヴァンガード（ナレーション）
- ONE PIECE エピソードオブ空島
- ムヒョとロージーの魔法律相談事務所（男、赤目、大河内奏成）
- ソードアート・オンライン アリシゼーション（医師）

2020年
- アサティール 未来の昔ばなし（2020年 - 2025年、旅人、漁師、ユーニスの祖父、老人） - 2シリーズ

2021年
- ワールドトリガー（記者A）
- 八十亀ちゃんかんさつにっき 3さつめ（おっちゃん、クラスメイト2、男）
- スライム倒して300年、知らないうちにレベルMAXになってました（世界樹の獣たち）
- SCARLET NEXUS（部下B）
- テスラノート（男性1・3、ヨナス、マフィア1、オペレーター、上層部1 他）
- 闘神機ジーズフレーム（通信士、オペレーター、操舵士）
- 吸血鬼すぐ死ぬ（体育教師）
- サクガン（警備員）

2022年
- デジモンゴーストゲーム（2022年 - 2023年、男性客、ブギーモン、広告ナレーション、神父、ラジオ音声）
- リーマンズクラブ（工場長）
- 盾の勇者の成り上がり（ローヒロト国司令官）
- ラブオールプレー（恵那山高校監督）
- ブッチギレ!（町人）
- 異世界迷宮でハーレムを（町人、騎士団員）
- 恋愛フロップス（研究者）

2023年
- 人間不信の冒険者たちが世界を救うようです（店員）
- 贄姫と獣の王（ハイエナ族C、保護隊士A）
- 無職転生 II 〜異世界行ったら本気だす〜（ステップトリーダー剣士B）
- ひきこまり吸血姫の悶々（幹部A）
- オーバーテイク!（MC）
- 婚約破棄された令嬢を拾った俺が、イケナイことを教え込む（客）
- Dr.STONE NEW WORLD（戦士）
- 陰の実力者になりたくて! 2nd season（市民）

2024年
- 狼と香辛料 MERCHANT MEETS THE WISE WOLF（刺客、商人）
- ドラゴンボールDAIMA（門番、憲兵）

2025年
- グリザイア:ファントムトリガー（村民）

### 劇場アニメ
- 告白実行委員会〜恋愛シリーズ〜（2016年） - 2作品[一覧 4]
- なぜ生きる 蓮如上人と吉崎炎上（2016年、町人）
- 劇場版 ソードアート・オンライン -オーディナル・スケール-（2017年）
- ONE PIECE FILM RED（2022年）
- 劇場版 美少女戦士セーラームーンCosmos（2023年）

### Webアニメ
- 拡張少女系トライナリー（2017年、隊員A）
- 悪魔くん（2023年、白石タツキ、市長補佐）

### ゲーム
2014年
- KRITIKA（鉱石密輸業者エヴァンエヴァン）
- ドラゴンコレクション（サルガタナス、スプリガン 他）
- モンスター烈伝 オレカバトル（ラー、大魔神ジン）

2015年
- 黒い砂漠（インカス、アルフレッド 他）
- 三国大戦スマッシュ!
- 重装機兵レイノス（ジーン・トールゼン艦長、ルーカス）
- ジョジョの奇妙な冒険 アイズオブヘブン（システムボイス、ドイツ軍人B、カフェ・ドゥ・マゴ店員、笑うポストボックス、笑う花）
- 東亰ザナドゥ（戌井彰宏）
- MÚSECA（ミカエールと愛する仲間たち）
- 龍が如く0 誓いの場所（嶋野組組員 他）

2016年
- エミル・クロニクル・オンライン（蒼天のディープ、王者のナウマン、インスマウス人間）
- スーパーロボット大戦OG ムーン・デュエラーズ
- 下天の華 with 夢灯り 愛蔵版
- ペルソナ5

2017年
- スーパーロボット大戦V
- エンドライド -X fragments-（ジェイド）
- LOST SPHEAR

2018年
- 北斗が如く
- スーパーロボット大戦X
- フルメタル・パニック！ 戦うフー・デアーズ・ウィンズ

2019年
- スーパーロボット大戦T
- ペルソナ5 ザ・ロイヤル
- 新サクラ大戦

2021年
- 戦国無双5（吉川元春）
- スーパーロボット大戦30（ポセイダル正規軍兵）

2022年
- グランブルーファンタジー

2023年
- ドラゴンボールZ カカロット
- 龍が如く7外伝 名を消した男

### 吹き替え

#### 映画
- イントゥ・ザ・ミッション（クーガン）
- MI5:消された機密ファイル（ラルフ）
- ジオストーム（チェン〈ダニエル・ウー〉[12]）
- オープン・グレイヴ 感染（ネイサン）
- ザ・クーリエ（ブライアント〈ウィリアム・モーズリー〉）
- さまよう刃（ドゥシク）
- ライオット・クラブ（ハリー・ヴィラーズ〈ダグラス・ブース〉）
- リベンジ・キラー（シェーン〈アダム・ガスリー〉）
- 最高の人生のつくり方（レイ）
- 恋人まで1%（ディエゴ、レイ）
- レーザーチーム 俺たち史上最弱のエイリアン・バスターズ!（フランクセン〈クリス・デマレー〉）
- ハクソー・リッジ（カジンスキー）

#### ドラマ
- ウォールストリート・ダウン
- ドクター・フー シーズン8
- iゾンビ（ジミー、ジャンコ）
- HOMELAND シーズン6
- ブラックライトニング

#### アニメ
- トロールハンターズ: アルカディア物語（カンジガール）

### 特撮
- 4週連続スペシャル スーパー戦隊最強バトル!!（2019年、レジェンド戦士）

### ナレーション
- 荒川静香Friends+α 2014-15
- Fリーグ 2014 / 2015ダイジェスト
- 月曜から夜ふかし（ボイスオーバー）
- スッキリ!!（ボイスオーバー）
- 世界一受けたい授業（ボイスオーバー）
- 世界が驚いたニッポン! スゴ〜イデスネ!!視察団（ボイスオーバー）
- 世界まる見え!テレビ特捜部（ボイスオーバー）
- エブリ!バディ部
- 18H物語 〜18History〜（2023年7月4日 - 12月26日、BSJapanext）

### 実写映画
- 愛国女子—紅武士道（2022年、黒龍） - 声のみの出演

### 舞台
- 朗読劇「あなたを忘れない」（2020年10月23日 - 29日、Streaming+） - 男性 役（A・C公演）[13][14]

### ラジオ番組
- みんなの作文（朗読）

### オーディオブック
- 罪の声（2020年、堀田信二）
- invert II 覗き窓の死角（2023年[15]）

### シリーズ一覧
1. ↑  第1期（2015年）、第2期『承』（2016年）
2. ↑  第3期『NEW GENERATION』（2017年）、第5期『LIMIT BREAK』（2023年）
3. ↑  第1作（2020年）、第2作『アサティール2 未来の昔ばなし』（2024年 - 2025年）
4. ↑  『ずっと前から好きでした。〜告白実行委員会〜』（2016年）、『好きになるその瞬間を。〜告白実行委員会〜』（2016年）